# U 206
U 206 war ein deutsches Tauchboot des Typs VII C. Es wurde im Auftrag der Kriegsmarine von der Kieler Germaniawerft gebaut und kam im Rahmen des U-Boot-Krieges in der Atlantikschlacht zum Einsatz.

## Das Boot
U 206 wurde am 16. Oktober 1939 bei der F. Krupp Germaniawerft in Auftrag gegeben und am 17. Juni 1940 mit der Baunummer 635 auf Kiel gelegt. Es lief am 4. April 1941 vom Stapel und wurde am 17. Mai 1941 von Oberleutnant zur See Herbert Opitz in Dienst gestellt. Der Erste Wachoffizier wurde Hubert Nordheimer, für den U 206 das erste Bordkommando war. Das Boot wurde in der Ostsee und in Norwegen zur Ausbildung stationiert, bevor es ins französische Saint-Nazaire verlegte. U 206 verließ am 5. August 1941 den Hafen von Trondheim zur ersten Unternehmung, auf welche später zwei weitere folgten. Die Patenstadt des Bootes, welche den Bau unterstützte, war Reichenberg. An der Indienststellung von U 206 nahmen Oberbürgermeister Eduard Rohn und einige Vertreter der Stadt teil und übergaben Kommandant Opitz das Stadtwappen.

## Die Einsätze
Von Indienststellung bis zum Juni 1941 gehörte das Boot als Ausbildungsboot zur 3. U-Flottille.

### Verlegungsfahrt
Am 14. Juli 1941 um 18:00 Uhr verließen die Boote U 206 unter OL Opitz, U 568 unter Kapitänleutnant Preuss und U 569 unter Oberleutnant zur See Hinsch den Hafen von Horten, um nach Trondheim zu verlegen, wo alle Boote am 17. Juli um 12:15 Uhr ohne Vorkommnisse einliefen. Dort wurde die Besatzung von U 206 bis zum 4. August weiter ausgebildet.

### Erste Unternehmung
Das Boot lief am 5. August um 10:30 Uhr in Trondheim aus, war 36 Tage auf See und operierte im Nordatlantik, südwestlich von Island und westlich des Nordkanals. Auf dieser Unternehmung war U 206 mehreren U-Bootgruppen zugeteilt, die nach Maßgabe der von Karl Dönitz entwickelten Rudeltaktik nach alliierten Geleitzügen suchten. U 206 war den U-Bootgruppen Grönland, Kurfürst und Seewolf zugeteilt. Am 9. August versenkte Kommandant Opitz südlich von Island den britischen Fischdampfer Ocean Victor mit 202 BRT. Am 11. August wurde das Boot von einem englischen Geleitzug überlaufen, der aber in der schlechten Sicht verloren ging. Am 21. August konnte das Boot die 6-köpfige Besatzung einer englischen Armstrong Whitworth Whitley der No. 612 Squadron RAF retten, die wegen Motorschaden abgestürzt war. Das Boot lief am 10. September um 11:30 Uhr im U-Stützpunkt St. Nazaire, dem neuen Stützpunkt der 7. U-Flottille, ein. Während der Wartezeit zum Auslaufen stieg ein neues Besatzungsmitglied auf dem Boot ein: der Kommandant in Ausbildung Kapitänleutnant Rolf Borchers. Er stieg nach der zweiten Unternehmung des Bootes wieder aus.

### Zweite Unternehmung
U 206 verließ am 30. September 1941 um 16:00 Uhr den Stützpunkt St. Nazaire und operierte erneut im Nordatlantik, sowie westlich der Straße von Gibraltar. Vom 3. Oktober war es in der Gruppe Breslau an der Suche des Geleitzugs Outbound Gibraltar 75 beteiligt, der am 8. Oktober gesichtet wurde. Kurz vor dem Einlaufen in Gibraltar am 14. Oktober griff Kommandant Opitz die britische Korvette HMS Fleur de Lys mit 925 t an. Das Schiff sank außergewöhnlich schnell und unter dem Verlust vieler Menschenleben. Das Boot operierte die kommenden Tage in der Nähe von Kap Trafalgar und der Straße von Gibraltar, verfehlte am 18. Oktober mit einem 3er Fächer einen Bewacher und versenkte am 19. Oktober den britischen Frachter Baron Kelvin mit 3081 BRT. Am 23. Oktober verfehlte Kommandant Opitz am Geleitzug HG 74 einen Bewacher, bevor es den Rückmarsch antrat. Das Boot lief am 28. Oktober in St. Nazaire ein, und Rolf Borchers und Hubert Nordheimer stiegen aus, um später ihre eigenen Boote zu übernehmen.

## Verlust
U 206 und U 71, unter dem Kommando von Kapitänleutnant Walter Flachsenberg, verließen am 29. November 1941 um 16:10 Uhr St. Nazaire in Begleitung eines Sperrbrechers, um in einem sogenannten „Gibraltardurchbruch“ die von britischen Seestreitkräften stark gesicherte Straße von Gibraltar zu passieren und sich im Mittelmeer einer dort stationierten U-Flottille anzuschließen. U 206 hatte noch einen Tieftauchversuch durchzuführen und tauchte ab, nachdem der Sperrbrecher die Boote entließ. Doch U 206 kehrte nicht an die Oberfläche zurück. Es wird angenommen, dass U 206 nicht weit entfernt von St. Nazaire auf eine britische Seemine lief und sank. Möglicherweise traf das Boot beim Tauchen eine Mine des britischen Minenfeldes Beech, da an diesem Punkt seit August 1940 Minen gelegt wurden. Zunächst wurde die Versenkung von britischer Seite einem Armstrong-Whitworth-Whitley-Bomber zugeschrieben und auf den 30. November datiert. Dieser Irrtum wurde nach Kriegsende aufgeklärt. Die deutsche U-Bootführung vermutete hingegen unmittelbar einen Minentreffer und ordnete verstärkte Minenräumungen vor St. Nazaire an.
U 206 war ein Totalverlust mit 46 Toten. Die vermutete Position des Wrackes ist: 47° 05' N - 02° 40' W.